# Renaud Rutten
Pour les articles homonymes, voir Rutten.
Renaud Rutten, né le 4 août 1963 à Liège, est un acteur et humoriste belge.

## Biographie

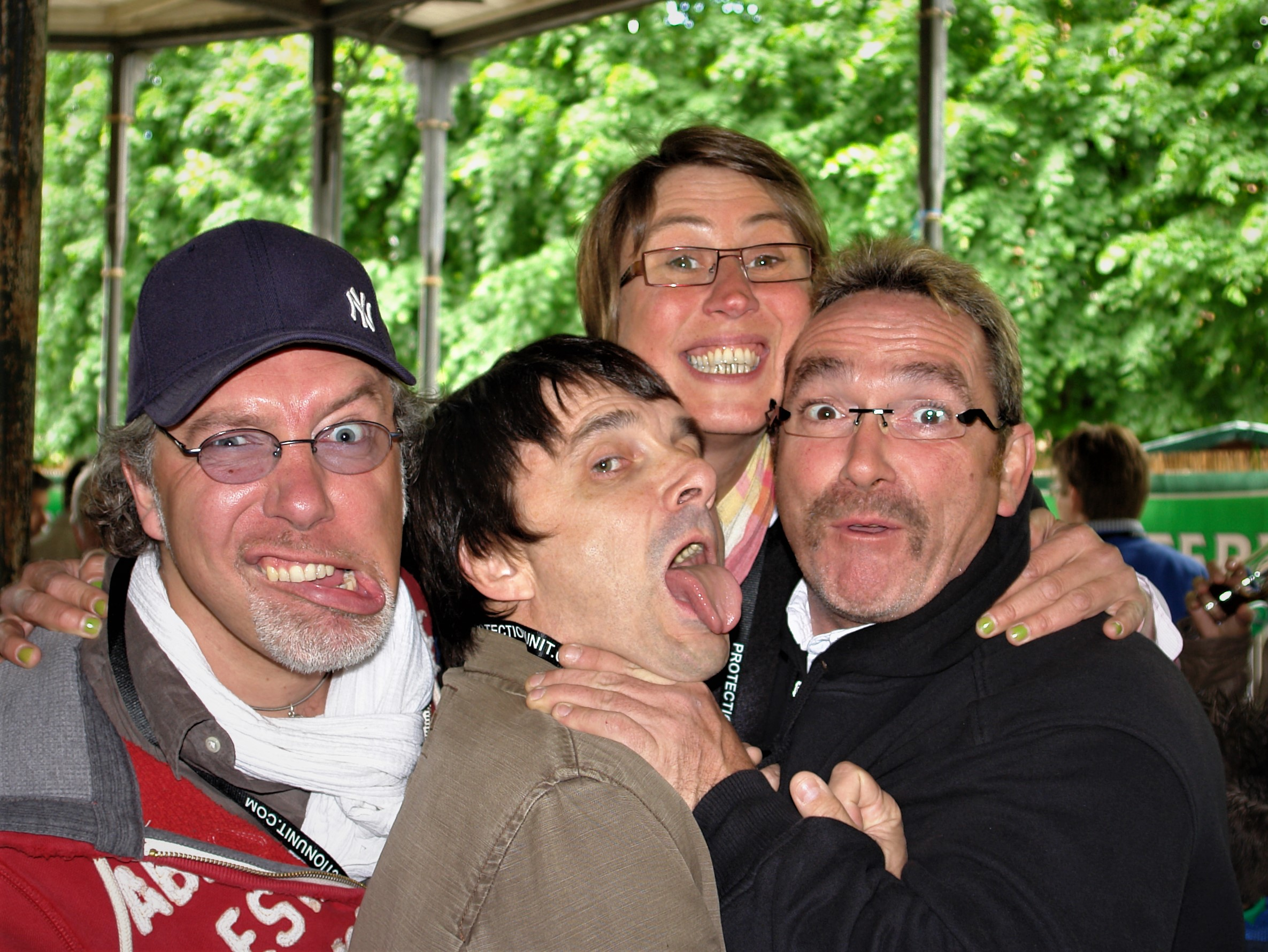
Renaud Rutten (à droite) en compagnie de Pierre Aucaigne, Isabelle Hauben et Patrick Alen en 2012.

Renaud Rutten naît le 4 août 1963 à Liège. Il effectue un cursus d’études en latin/grec au collège Saint-Hadelin de Visé. Il entreprend ensuite des études de médecine pour suivre la même voie que son père chirurgien. Très vite, il comprend que la médecine n'est pas faite pour lui et qu'il doit envisager une autre carrière.
Après son service militaire, il retourne à l’université de Liège dans l'option philologie Romane.
De stages de comédie en formations théâtrales, il accède à l'improvisation. De 1987 à 1995, il participe à plus de 300 spectacles d’impro, et joue ensuite dans plusieurs pièces et une dizaine de one-man-show. Il participe également à des émissions radio, et des campagnes de publicité.
Il joue dans plusieurs films, et, aux Magritte du cinéma 2014, il est nommé pour le Magritte du meilleur acteur dans un second rôle pour Une chanson pour ma mère de Joël Franka.

## Filmographie
Sauf indication contraire, les informations mentionnées dans cette section peuvent être confirmées par les bases de données cinématographiques IMDb et Allociné,  présentes dans la section « Liens externes ».

### Cinéma
- 1994 : Un ange passe de Guy Jorré
- 1995 : Snuff Movie (CM) d'Olivier Van Hoofstadt
- 1997 : Parabellum (CM) d'Olivier Van Hoofstadt
- 1999 : Les convoyeurs attendent de Benoît Mariage : Éleveur pigeons
- 2001 : Jour de chance ! (CM) de Frédéric Ledoux : Gérant friterie
- 2002 : La Chanson-chanson de Xavier Diskeuve : Chef douanier
- 2003 : Rire et Châtiment de Isabelle Doval : Chauffeur de taxi
- 2004 : Quand la mer monte... de Yolande Moreau et Gilles Porte : L'artiste
- 2005 : Le Couperet de Costa-Gavras : Motard Gendarmerie
- 2006 : La Raison du plus faible de Lucas Belvaux : Arsène
- 2006 : Comme tout le monde de Pierre-Paul Renders : Santini
- 2006 : Pom le Poulain de Olivier Ringer : Le père de famille
- 2006 : Mon Colonel de Laurent Herbiet : Le fils du colonel Duplan
- 2006 : Dikkenek de Olivier Van Hoofstadt : Dim
- 2007 : Un château en Espagne de Isabelle Doval : Jacques
- 2008 : Eldorado de Bouli Lanners : Motard
- 2009 : Le Petit Nicolas de Laurent Tirard : le moniteur d'auto-école
- 2010 : Na Wewe (CM) de Ivan Goldschmidt : L'européen
- 2010 : Allez raconte ! de Jean-Christophe Roger : Jean-Pierre (voix)
- 2011 : Bullhead (Rundskop) de Michaël R. Roskam : Louis Schepers
- 2011 : Les Mythos de Denis Thybaud : Oscar Berg
- 2011 : La Maison Blanche de Patrick Alen (court métrage)
- 2011 : Voleur et demi de Stéphane Hénocque : Luigi Sanantonio
- 2012 : La Clinique de l'amour d'Artus de Penguern : Marc
- 2013 : Une chanson pour ma mère de Joël Franka : Le tourneur
- 2013 : Henri de Yolande Moreau : Roland
- 2013 : Les Rayures du zèbre de Benoît Mariage : Cheffert
- 2014 : Goal of the dead de Benjamin Rocher et Thierry Poiraud : Pierre
- 2014 : Le Grimoire d'Arkandias de Julien Simonet et Alexandre Castagnetti : Monier père
- 2014 : Aka Tunka de Patrick Alen (moyen métrage)
- 2014 : Alleluia de Fabrice Du Welz : le réceptionniste
- 2014 : Jacques a vu de Xavier Diskeuve : Adelin Flameche
- 2014 : Terre battue de Stéphane Demoustier : patron entrepôt
- 2014 : Disparue en hiver de Christophe Lamotte : Franck Berthier
- 2014 : Le Zombie au vélo de Christophe Bourdon (court métrage)
- 2015 : Les Oiseaux de passage d'Olivier Ringer : Inspecteur
- 2015 : Nous Quatre de Stéphane Hénocque : Richard
- 2015 : A Love You de Paul Lefèvre : Père de Clémence
- 2015 : Poubelle de Alexandre Gilmet (court métrage)
- 2015 : Les Premiers, les Derniers de Bouli Lanners : Le commanditaire
- 2016 : La Folle Histoire de Max et Léon de Jonathan Barré : L'épicier
- 2016 : Rupture pour tous d'Éric Capitaine : Dalançon
- 2017 : 7 jours pas plus d'Hector Cabello-Reyes : le fournisseur
- 2018 : Comme des garçons de Julien Hallard : Michel Leroux
- 2018 : L'école est finie d'Anne Depétrini : Fonctionnaire rectorat
- 2018 : La Femme la plus assassinée du monde de Franck Ribière : Louis
- 2019 : Adoration de Fabrice du Welz : Enquêteur
- 2022 : Viens je t'emmène d'Alain Guiraudie : Gérard
- 2024 : Un Noël en famille de Jeanne Gottesdiener : Victor Fayol

### Télévision
- 1994 : Les Carnets de Monsieur Manatane
- 1999 : Joséphine, ange gardien - Une Mauvaise Passe
- 2001 : Tel épris - Frédéric, dit « Fredo », le garagiste
- 2003 : Sauveur Giordano : Transports dangereux - le patron du garage
- 2004 : Maigret - Épisode Les Scrupules De Maigret
- 2005 : Le Temps meurtrier téléfilm de Philippe Monnier : Julien Durieux
- 2007 : Septième Ciel Belgique - Un Cadeau Inoubliable
- 2007 : Septième Ciel Belgique - Irremplaçable
- 2008 : Françoise Dolto, le désir de vivre de Serge Le Péron
- 2008 : Tu l'as pas volée (série TV) - René
- 2008 : Villa Marguerite
- 2008 : Louis la Brocante : Louis et la belle brocante - Carducci
- 2009 : Facteur chance de Julien Seri
- 2009 : Une chaîne pour deux
- 2010 : Contes et nouvelles du XIXe siècle : Crainquebille de Philippe Monnier
- 2010 : Les Fausses Innocences d'André Chandelle
- 2012 : Louis la Brocante : Louis et les anguilles bleues - Carducci
- 2013 : L'Escalier de fer
- 2014 : On n'demande qu'à en rire
- 2014 : Les petits meurtres d'Agatha Christie : Le Crime ne paie pas de Marc Angelo
- 2016 : Braquo, saison 4 : Georges Mandeville
- 2017 : Zone Blanche de Julien Despaux et Thierry Poiraud - Louis Hermann
- 2018 : Nox (série TV) de Mabrouk el Mechri
- 2018 - Adèle, série créée par Michele Gaeta et Sammy Fransquet : Jacques « Jack » Gourdet
- 2021 : Les Aventures du jeune Voltaire d'Alain Tasma : le duc du Maine
- 2021 : Paris Police 1900 de Julien Despaux
- 2021 : "Baraki" de Peter Ninane et Julien Vargas - Épisode 17
- 2022 : Syndrome E de Laure de Butler - Émile Becker
- 2022 : 3615 Monique de Simon Bouisson : Michel

Rôle de Jean-Marie dans la série : Tu l'as pas volée (RTL TVI) 100 épisodes.

## Théâtre
- 2021 : Jean-Marie Bigard et Renaud Rutten : Cul et Chemise[3] et Les blagues interdites[4]
- 2022 : Mais qui est monsieur Schmitt ? de Sébastien Thiéry, mise en scène Jean-Louis Benoît, avec Stéphane De Groodt, Valérie Bonneton, Thierry Bosc et Steven Dagrou.

## Radio
Il raconte chaque jour une blague dans C'est l'histoire d'une blague sur Radio Contact Belgique jusqu'en 2011.
Il est en 2011 sur Bel-RTL les samedis et dimanches à 16h dans Bel-RTL Comédie.
Il intègre fin 2013 l'équipe des Enfants de chœur, le dimanche matin sur VivaCité.

## Œuvres

### Albums de bande dessinée
- Sans blague !, Éditions Bande à part, Ransart, 1 décembre 2015
Scénario : Renaud Rutten - Dessin : David Canion - Couleurs : quadrichromie -  (ISBN 978-2-930746-06-7)

## Distinctions
- Magritte du cinéma 2014 : nomination pour le Magritte du meilleur acteur dans un second rôle pour Une chanson pour ma mère de Joël Franka ;
- Festival International du Film de Comédie de Liège en 2018 : Prix de l'interprétation.